# Doreen Massey (Geographin)

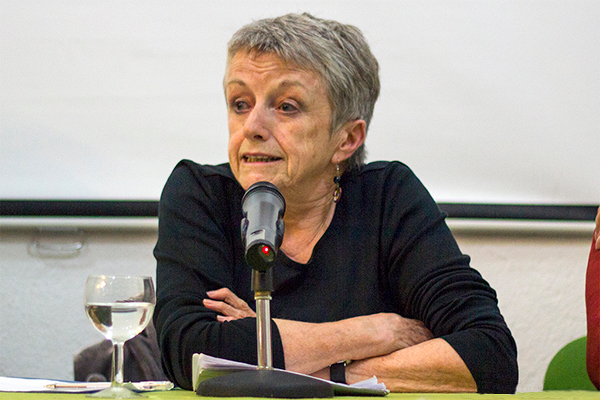
Doreen Massey (2012)

Doreen Barbara Massey (* 3. Januar 1944 in Manchester, England; † 11. März 2016) war eine britische Geographin und Sozialwissenschaftlerin. Bis zu ihrem Tod war sie emeritierte Professorin für Geographie an der Open University in Milton Keynes.

## Leben
Nach einem Bachelor-Abschluss in Geographie an der University of Oxford schlug Massey zunächst keinen universitären Karriereweg ein, sondern arbeitete bis zu dessen Schließung 1980 am regierungsnahen Think Tank Centre for Environmental Studies. 1972 folgte ein Master-Abschluss an der University of Pennsylvania, zu jenem Zeitpunkt der wohl bedeutendste Standort regionalwissenschaftlicher Forschung, deren wirtschaftswissenschaftlich-mathematisch geprägtem Ansatz sie sich jedoch in ihren weiteren Forschungen nicht anschloss. Obwohl sie niemals promoviert hatte, wurde Massey 1982 Professorin an der Open University, wo sie bis zu ihrer Emeritierung 2009 blieb. Doreen Massey starb im März 2016 im Alter von 72 Jahren.

## Werk
Massey gilt als meistzitierte Humangeographin und prägte unter anderem die Entstehung einer feministischen Geographie, die theoretisch-konzeptionelle Annäherung von Humangeographie und Soziologie sowie die Debatten um die aufkommende Globalisierung ab Ende der 1970er-Jahre entscheidend mit.

## Auszeichnungen
- Victoria Medal der Royal Geographical Society, 1994
- Prix Vautrin Lud, 1998
- Mitglied der British Academy, 2002
- Anders-Retzius-Medaille in Gold der Schwedischen Gesellschaft für Anthropologie und Geographie, 2003
- Ehrendoktorin (D.Sc.) der University of Edinburgh, 2006
- Ehrendoktorin (Litt. D.) der National University of Ireland, 2006
- Ehrendoktorin (Litt. D.) der University of Glasgow, 2009
- Ehrendoktorin (D.Sc.) der Queen Mary, University of London, 2010
- Ehrendoktorin der Charokopio-Universität, 2012[5]
- Ehrendoktorin der Mathematisch-naturwissenschaftlichen Fakultät der Universität Zürich, 2013[6]

## Schriften (Auswahl)
- Space, place, and gender. Blackwell, 1994, ISBN 978-0-7456-1236-2.
- For Space. Sage, 2005, ISBN 978-1-4129-0362-2.
- World City. John Wiley & Sons, 2007, ISBN 978-0-7456-4060-0.
- Doreen Massey: Critical dialogues, hrsg. v. Marion Werner, Jamie Peck, Rebecca Lave, Brett Christophers, Agenda Publishing, Newcastle upon Tyne 2018.
- David Featherstone / Diarmaid Kelliher (Hrsg.): Doreen Massey. Selected Political Writings. Lawrence & Wishart, London 2022, ISBN 978-1-913546-04-5.

## Weiterführende Literatur
- Doreen B. Massey: Power-geometries and the politics of space-time. Hettner-Lecture 1998 (= Hettner-Lectures. Band 2). Selbstverlag des Geogr. Inst., Heidelberg 1999, ISBN 3-515-08407-X.
- Felicity Callard: Doreen Massey. In: Phil Hubbard und Rob Kitchin (Hrsg.): Key thinkers on space and place. 2. Auflage. Sage, Los Angeles u. a. 2010, ISBN 978-1-84920-102-5, S. 299–306.
- Sarah Ruth Sippel: Doreen Massey (* 1944). In: Ulf Engel, Matthias Middell (Hrsg.): Theoretiker der Globalisierung. Leipziger Univ.verlag, Leipzig 2010, ISBN 978-3-86583-459-1, S. 341–354.
- David Featherstone, Joe Painter (Hrsg.): Spatial Politics: Essays for Doreen Massey. Wiley, Chicester 2012, ISBN 978-1-4443-3831-7.
- Roger Lee: Doreen Barbara Massey. In: Biographical Memoirs of Fellows of the British Academy. Band XVII, 2018, S. 145–178 (thebritishacademy.ac.uk [PDF]).